# Космічна одіссея 2010 року
«Космічна одіссея 2010 року» (англ. 2010: The Year We Make Contact) — науково-фантастичний фільм 1984 року, написаним, продюсером та режисером Пітером Гайамсом. Сиквел фільму Стенлі Кубрика «Космічна одіссея 2001 року» (1968), і заснований на романі Артура Кларка «2010: Одіссея Два» (1982).

## Сюжет
Події фільму відбуваються через дев'ять років після таємничого провалу місії космічного корабля «Дискавері 1». Американці намагаються зрозуміти проблеми, що викликали неполадки на «Діскавері», і причину зникнення Боумена, а також, якщо це буде можливо, дослідити спорожнілий корабель який знаходиться на орбіті Юпітера моноліт. Радянський Союз теж веде підготовку своєї експедиції з тими ж цілями і випереджає американців на пару років, але у СРСР немає фахівців з комп'ютерних систем для введення в лад HAL 9000 і «Діскавері». До того ж росіянам невідомо, що сталося на Юпітері, і вони бояться повторення помилок американців, тому вони пропонують американцям включити в екіпаж радянського корабля своїх фахівців. СРСР і США формують спільну експедицію, якій належить вирушити до Юпітера на борту радянського корабля «Олексій Леонов». До складу міжнародного екіпажу поряд з командиром Тетяною Кірбук і іншими радянськими космонавтами Максимом Брайловський, Василем Орловим, Іриною Якуніною, Володимиром Руденко, Олександром Ковальовим і Миколою Тернівським входять Гейвуд Флойд (з «Космічної одіссеї 2001 року»), творець суперкомп'ютера HAL 9000 доктор Чандра і американський військовий інженер Волтер Курноу, який брав участь у створенні «Діскавері».
Досягнувши Юпітера, на супутник планети  Європу з «Олексія Леонова» відправляють дослідний  зонд, оснащений новітнім обладнанням. Зонд фіксує рух якоїсь великої форми життя під товстим шаром льоду, що покриває поверхню планети. Однак зонд знищується спалахом світла при першій же спробі сфотографувати таємничий об'єкт.
«Діскавері» виявляється покинутим на орбіті іншого галілейового супутника Юпітера —  Іо. Внаслідок  вулканічної активності на Іо корабель покритий товстим шаром сірки екіпаж «Леонова» очищає його від нашарувань, і Брайловський з Курноу отримують можливість повернути «Діскавері» в робочий стан. В результаті доктор Чандра знову активізує HAL 9000, щоб виявити в його базі даних інформацію про події на кораблі.
На орбіті Юпітера відкритий великий чорний моноліт, аналогічний зображеним в «Космічній одіссеї 2001 року». Віддалені знімки не дозволяють вивчити його природу, і Максиму Брайловському доводиться попрямувати впритул до об'єкту, повторюючи помилку Боумена. Коли Максим наближається до моноліту, з останнього виривається сплеск енергії, по всій видимості, що знищує капсулу Брайловського. Слід враховувати, що даний епізод введений в фільмі, в книзі ж Максим залишається в живих у фіналі.
За нею йдуть сцени з участю Дейва Боумена, перетвореного четвертим монолітом в «дитя зірок». Одне з його втілень з'являється на Землі, вступаючи в контакт з родичами і старими знайомими. Наприклад, він звертається до своєї вдови з екрану телевізора. Потім його втілення постає перед Флойдом на «Діскавері», попереджаючи про необхідність покинути орбіту Юпітера протягом двох днів. Флойд цікавиться, що має відбутися через два дні, на що дух його колеги відповідає «Щось прекрасне».
Тим часом відбувається ескалація напруги у відносинах Радянського Союзу і Сполучених Штатів. Американським астронавтам наказано залишити борт корабля «Олексій Леонов» як «ворожу територію» і перейти на «Діскавері». Однак незабаром трапляється подія, що змушує радянських і американських космонавтів забути минулі негаразди: американський супутник виявляє в атмосфері Юпітера утворення, що отримало назву «Велика чорна пляма». Пізніше телескопи на борту «Леонова» встановлюють, що раніше з'явившись Велика чорна пляма в  атмосфері Юпітера насправді є не  ураганом, а скупченням монолітів, кількість яких збільшується в  геометричній прогресії.
Виявляється, що ні «Олексій Леонов», ні «Діскавері» не зможуть доставити свої екіпажі на Землю в поодинці, якщо вони будуть запущені в спішному порядку, оскільки стартове вікно відкривається лише через кілька днів. Тому екіпаж радянського корабля і Флойд створюють план порятунку, в якому американському кораблю належить зіграти роль стартового прискорювача «Леонова», на який планується евакуювати обидві команди. Однак в такому випадку «Діскавері» і HAL 9000, керуючий їм, залишаться скутими на орбіті Іо, не маючи достатньо пального для подальшого перельоту. Доктору Чандрі належить переконати HAL в небезпеці, що нависла над людьми на борту обох кораблів, і запобігти поведінку комп'ютера, що спостерігалося в 2001 році. Зрештою, HAL погоджується пожертвувати собою заради порятунку людей на «Леонові».
Залишаючи орбіту Юпітера, екіпаж «Леонова» спостерігає, як моноліти оперізують всю планету. В кінцевому підсумку, вони збільшують щільність планети до такої міри, що піднімаються тиск і температура уможливлюють початок процесу термоядерного синтезу на планеті-гіганті. Юпітер перетворюється в малу зірку. Фільм являє фотографії відомих місць Землі з двома сонцями на небі. Як випливає з монологу Флойда, це чудова подія змушує лідерів двох ворогуючих в  холодній війні  наддержав — СРСР і США — припинити протистояння і укласти мир.
Коли «Леонов» прямує до Землі, HAL наказано передавати повідомлення такого змісту: "Всі ці світи, крім Європи, належать вам. Не наближайтеся сюди. Користуйтеся ними разом. Користуйтеся ними в мирі ". У фіналі картини зображується перетворення Європи з млявої крижаної пустелі на квітучі джунглі. В останніх кадрах представлений стоячий посеред озера на Європі моноліт, що очікує появи зачатків розумних форм життя.

## У ролях
- Рой Шайдер —  Гейвуд Флойд
- Джон Літгоу —  Волтер Курноу
- Гелен Міррен —  командир Таня Кірбук
- Боб Балабан —  доктор Чандра
- Кір Дуллі —  Дейв Боумен
- Дана Елькар —  Дмитро Мойсевіч
- Савелій Крамаров —  доктор Володимир Руденко
- Ілля Баскін —  Максим Брайловський
- Наташа Шнайдер —  Ірина Якуніна
- Віктор Стейнбах —  Микола Тернівський
- Ян Тріска —  Олександр Ковальов
- Володимир Скомаровський —  Юрій Светланов
- Медолін Сміт Осборн —  Кароліна Флойд
- Дуглас Рейн —  голос HAL 9000
- Артур Кларк —  чоловік на лавці

## Відмінності між фільмом і романом
- У фільмі відсутня представленав романі сюжетна лінія, що оповідає про Китайський корабель «Цянь», який висадили на Європі і загиблого ще до прибуття «Леонова». Таким чином, з фільму викреслює роль КНР як третьої наддержави.
- Також у фільмі відсутня розповідь про дослідження Боумена супутників Юпітера і виявленні примітивних форм життя під льодом Європи і в атмосфері самого Юпітера.
- У романі йдеться про  ланкійське походження доктора Чандри, чиє повне ім'я — Шівашубраманіан Чандрашегарампіллаі. У фільмі роль доктора Чандри виконує типовий білий американець (Боб Балабан).
- У фільмі Дейв Боумен з'являється в будинку своєї вдови, хоча в романі «2001: Космічна Одіссея» сказано, що Боумен неодружений, а в «2010: Одіссея Два» говориться, що Дейв і Бетті в юності були в романтичних стосунках (після смерті старшого брата Дейва Роберта, дівчиною якого вона була), але не були одружені.
- У романі в якості учасника експедиції присутня радянська жінка-космонавт Євгенія Марченко, що замінила травмовану Ірину Якуніну. У фільмі Ірина Якуніна залишається в складі екіпажу «Леонова», проте на неї перенесені риси Марченко.
- У романі доктор Руденко — жінка на ім'я Катерина, а не чоловік на ім'я Володимир.
- У романі прізвище командира корабля — Орлов, а не Кірбук. Очевидно, що Кірбук — це Кубрик навпаки.
- Також в романі командир Тетяна Орлова і штурман Василь Орлов є чоловіком і дружиною.
- У романі відсутні згадки про спробу будь-кого з членів екіпажу висадитися на моноліт (на нього сідав залишений на борту «Діскавері» човник, що управлявся дистанційно), а Максим Брайловський залишається в живих.
- У романі відсутній момент з ескалацією напруги в стосунках СРСР і США.
- У романі згадуються шлюби між Максимом Брайловський і Євгенією Марченко, а також Катериною Руденко і Волтером Курноу. У фільмі будь-які стосунки на борту «Леонова» відсутні.

## Факти
- У романі Кларка всі радянські космонавти носять прізвища знаменитих радянських дисидентів — Віктора Браїлівського, Леонарда Тернівського, Гліба Якуніна, Сергія Ковальова, Юрія Орлова, Миколи Руденка. У фільмі до них доданий персонаж, названий на честь радянського диригента.
- Хоча ні Стенлі Кубрик, який зняв «Космічну одіссею 2001 року», ні Артур Кларк, який написав «Одіссею два», не брали безпосередньої участі в зйомках фільму, його творці знайшли оригінальний спосіб віддати належне творцям першого фільму. Якщо прочитати прізвище командира радянського екіпажу Тетяни Кірбук навпаки, то вийде прізвище Кубрик. Також Стенлі Кубрик зображений в «2010» в образі радянського прем'єра, а Артур Кларк представлений в образі американського президента. Разом вони з'являються в одній зі сцен фільму на фотографії, розміщеної на обкладинці журналу «Тайм». Кларк зіграв епізодичну роль чоловіка, який сидить на лаві біля  Білого дому. Крім того, в сцені появи Боумена в будинку його вдови Беті Фернандес на екрані телевізора показані кадри з фільму «Космічна одіссея 2001 року».
- Згідно з сюжетом фільму, космічний корабель «Олексій Леонов» (названий на честь радянського космонавта Олексія Леонова) спочатку передбачалося назвати на честь космонавта № 2 Германа Титова. Назва була змінена, оскільки Титов якимось чином «втратив заступництво керівництва». У цьому контексті дивним видається те, що двигуни «Леонова» носять ім'я Андрія Сахарова, який перебував в опозиції до радянського режиму з кінця 1960-х рр. (Це протиріччя дозволяється в романі Кларка).
- Роль доктора Володимира Руденка у фільмі виконав Савелій Крамаров, який емігрував до США в 1981 р, а Максима Брайловського зіграв його друг Ілля Баскін, який емігрував до США раніше.
- Дизайн «Леонова» у фільмі вплинув на зображення багатьох космічних апаратів в кінофантастиці. Наприклад, в телесеріалі «Вавилон-5» за зразком «Леонова» спроектовані військові кораблі класу «Омега».
- Дизайн внутрішніх приміщень «Леонова» (зокрема кают-компанії) схожий з дизайном відсіків корабля «Ностромо» у фільмі «Чужий».
- У фільмі Гейвуд Флойд працює на персональних комп'ютерах Macintosh і Apple. Це один з перших випадків зображення в ігровому кіно продукції корпорації Apple.
- Всі моделі і декорації першої «Космічної одіссеї» були після зйомок знищені Стенлі Кубриком, який не хотів, щоб їх потім використав хтось ще. В результаті для зйомок модель «Діскавері» і декорації його нутрощів, а також іншу атрибутику з першого фільму довелося відновлювати по кадрам і фотографіями, що збереглися.
- У відсіку з шатлами «Діскавері» можна побачити синій скафандр без шолома. Очевидно, творці фільму вирішили, що синій шолом був на Боумену, коли він відключав HAL. Однак в першому фільмі, коли він це робив, на ньому був зелений шолом.
- У тому ж відсіку залишився один шаттл. Відповідно до першого фільму перший шаттл був загублений під час загибелі Френка Пула, другий — коли Боумену довелося аварійно катапультуватися, щоб потрапити на борт корабля, і третій — коли Боумен полетів на ньому «за нескінченність». Отже, на борту «Діскавері» не повинно було залишитися жодного шатла. Цей факт пояснюється тим, що автори фільму спиралися на сам роман «2010: Додати Одіссея 2», де сказано, що Боумен пізніше повернув другу капсулу на борт за допомогою дистанційного керування.
- Фразу «Боже, він сповнений зірок!» Боумен ніколи не вимовляв в першому фільмі, але вживав в книзі.
- У фіналі першого фільму Боумен, відключивши HAL, бачить повідомлення Гейвуда Флойда, в якому той розповідає про моноліт і каже, що HAL знав про значення їх місії з самого початку. Однак у другому фільмі Флойд стверджує, що нічого не знав про те, що HAL була дана інструкція мовчати про моноліт.
- У «Діскавері» є досить палива для повернення на Землю, яке було використано для первинного розгону «Олексія Леонова». Це не було показано в першому фільмі, проте згадувалося в першій книзі, що «Діскавері», витративши все паливо для польоту до Япету, повинен був залишитися його супутником, а астронавтів — забрати "Діскавері-2 ".

## Відгуки критиків
У післямові до роману «3001: Остання одіссея» Артур Кларк згадує фільм Гайамс і називає його блискучим.

## Нагороди та номінації
- 1985 — п'ять номінацій на премію «Оскар»: краща робота художників-декораторів (Альберт Бреннер, Рік Сімпсон), кращі костюми (Патриція Норріс), кращий грим (Майкл Вестмор), кращий звук, кращі спецефекти.
- 1985 — три номінації на премію «Сатурн»: кращий науково-фантастичний фільм, кращі костюми (Патриція Норріс), кращі спецефекти (Річард Едлунд).
- 1985 — премія «Г'юго» за  кращу постановку.